# Перша франко-малагасійська війна
Перша франко-малагасійська війна (малаг. Ady Hova-Frantsay voalohany) — колоніальна війна Франції проти королівства Імерина. Метою Франції було перетворення Мадагаскару на частину своєї колоніальної імперії. Є складовою серії війн Франції проти малагасійців; отримала продовження у вигляді Другої війни.
16 травня 1883 року без оголошення війни Франція розпочала військові дії проти Імерина. Через запеклий опір народу Мадагаскару інтервенти за два роки не змогли захопити острів. Після декількох поразок (зокрема у війні в Індокитаї) французи сіли за стіл переговорів, які закінчились підписанням 17 грудня 1885 року нерівноправного та невигідного для королівства Імерина мирного договору.

## Передісторія

### Британський вплив
Під час Наполеонівських війн сусідній з Мадагаскаром острів Маврикій, що на той час належав Франції, став базою піратських ескадр, які робили постійні набіги на британські торгові судна. У серпні 1810 року французи відбили велику атаку британців, але вже в грудні останні висадились на півночі острова і змусили капітулювати захисників. 3 грудня 1810 року острів Маврикій перейшов до володінь Великої Британії, що було закріплено Паризьким договором 1814 року.
Це стало початком британських зазіхань на Мадагаскар. Англійці розглядали захоплення острова як можливість розширення свого впливу в Індійському океані. Король Імерина, Радама I, після послаблення Франції у регіоні (тимчасова втрата Реюньйону й відчуження на користь Англії Маврикію) зробив ставку на Британію, підписавши у 1817 році з нею договір. Домовленості передбачали припинення работоргівлі на острові, надання англіканським місіонерам допомоги у поширенні їхньої віри, адаптування малагасійської мови під латинську абетку. Радама I зміг об'єднати Мадагаскар під своєю владою з допомогою британської зброї, проголосивши себе «королем Мадагаскару» в 1823 році, що викликало хвилю обурення з боку Франції. У відповідь на протести з боку Франції Радама захопив Форт-Дофен — французьку фортецю на півдні острова, чим показав серйозність своїх намірів.

### Французький вплив

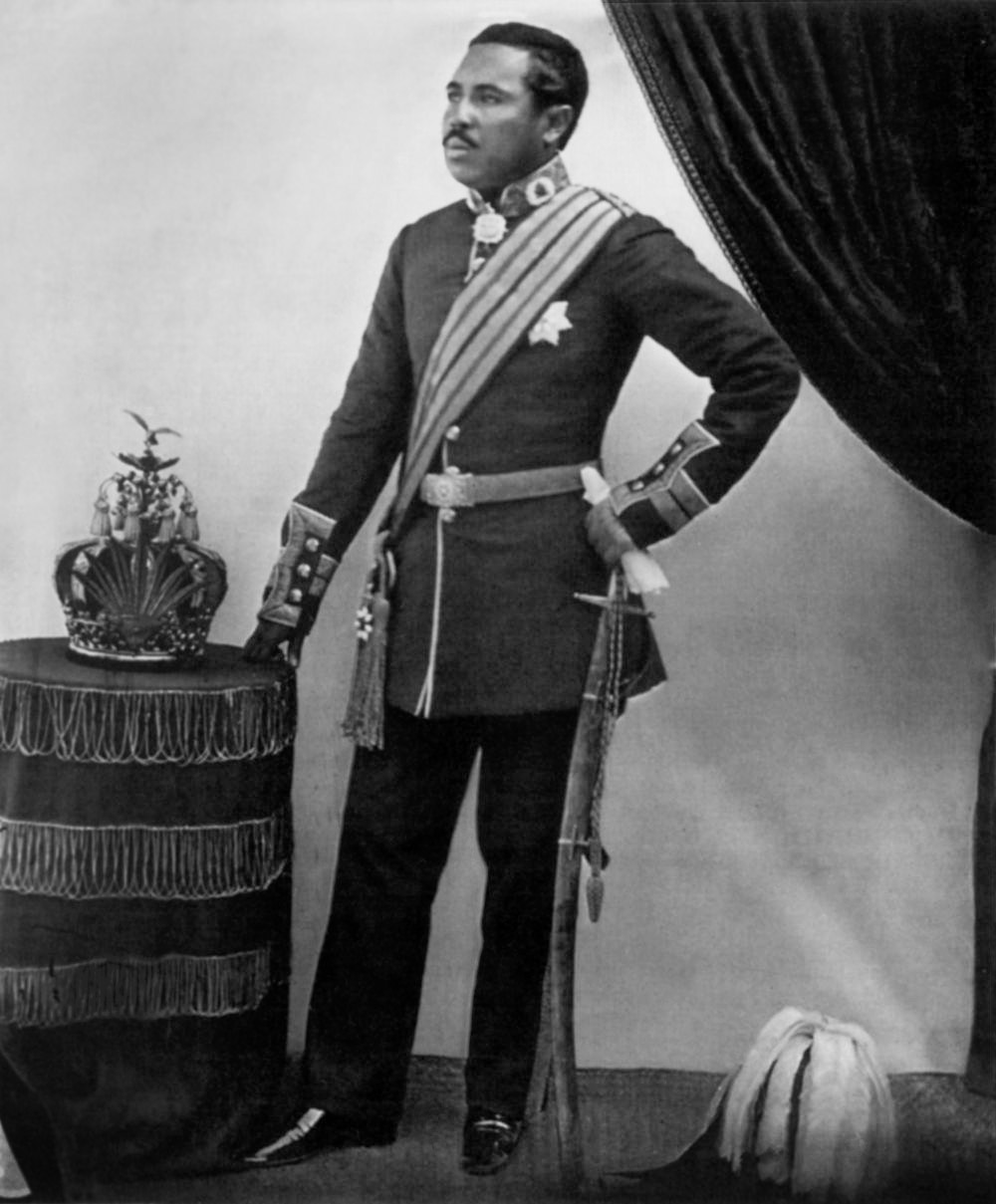
Король Радама II був відомим франкофілом

Коли в 1828 році до влади прийшла королева Ранавалуна I (дружина Радама I), відносини з іноземними державами почали поступово погіршуватись. До середини 1830-х років майже всі іноземці покинули острів або були вислані з нього. Разом з британцями пішов і їхній вплив на королівський двір Імерина. Одним із тих європейців, кому дозволили залишитись, був француз Жан Лабор, під керівництвом якого на Мадагаскарі розвивалось ливарство. Крім того, після невдалих спроб англо-французької ескадри у 1845 році нав'язати за допомогою сили певні територіальні, торговельні й інші умови королева Ранавалуна заборонила торгівлю з цими країнами, оголосила ембарго сусіднім островам, які контролювались європейськими метрополіями. Натомість права на монопольну торгівлю були надані американцям (вони користувались ними до 1854 року), відносини з якими почали активно налагоджуватись.
Тим часом син королеви Ранавалуни — принц Ракото (майбутній король Радама II) — перебував під значним впливом французьких жителів Антананаріву. У 1854 році лист, призначений для Наполеона III, який Ракото продиктував і підписав, був використаний французьким урядом як основа майбутнього вторгнення на Мадагаскар. Крім того, майбутній король 28 червня 1855 року підписав «Хартію Ламберта» — документ, який давав французові Йозефу-Франсуа Ламберту численні прибуткові економічні привілеї на острові, включаючи виняткове право на всі види гірничодобувної та лісогосподарської діяльності, а також експлуатацію незайнятих земель в обмін на 10 % податків на користь королівства Імерина. Також французами був спланований державний заколот проти королеви Ранавалуни на користь її сина. Після смерті королеви у 1861 році Ракото прийняв корону під іменем Радама II, але правив він лише два роки, оскільки потім на нього був скоєний замах, після якого король зник (пізніші дані свідчать, що Радама пережив замах і продовжив життя як звичайний громадянин за межами столиці). Престол зайняла вдова короля — Расухеріна. За її правління позиції Британії на острові знову посилились, «Хартія Ламберта» була денонсована. Пост прем'єр-міністра спочатку обіймав Райвінонігатрініоні, а потім  Рейнілаярівони, які були переконаними англофілами. Під їхнім керівництвом країна почала позбуватися рабства, модернізувалась правова система, була прийнята нова, ліберальніша конституція 1881 року.
Хоча офіційні персони Мадагаскару і намагалися дистанціюватися від англійського та французького впливів, проте країні були потрібні договори, які б регулювали відносини між державами. У зв'язку з цим 23 листопада 1863 року з Таматаве виїхало посольство, яке направлялось до Лондона і Парижа. Новий договір з Англією був підписаний 30 червня 1865 року. Він передбачав:
- Вільну торгівлю британським підданим на території острова;
- Право на оренду землі й будівництво на ній;
- Гарантувалась свобода поширення християнства;
- Митні збори встановлювались на рівні 10 %[5].

Після тривалих і напружених перемовин у Франції малагасійському посольству вдалося підписати аналогічний до англійського договір, проте аж у 1868 році.

### Ескалація ситуації
На початку 1880-х років владні кола Франції почали проявляти занепокоєння з приводу посилення британських позицій у регіоні. Парламентарі Реюньйону виступали за вторгнення на Мадагаскар для придушення там британського впливу. Крім того, причинами майбутньої інтервенції було бажання отримати перевальну базу для подальшої колоніальної політики в регіоні, отримати доступ до значного ресурсу «колоніальних» продуктів — цукру, рому; базу для військового і торговельного флотів.
Скасування «Хартії Ламберта» та лист Наполеону III були використані французами як привід для вторгнення на острів у 1883 році. Серед інших підстав можна назвати сильні французькі позиції серед жителів Мадагаскару, вбивство французького громадянина в Антананаріву, майнові суперечки, політику протекціонізму, яку провадила влада Мадагаскару тощо. Усе це призвело до ескалації і так не простої ситуації, що дозволило французькому уряду на чолі з прем'єр-міністром Жулем Феррі, який був відомим пропагандистом колоніальної експансії, ухвалити рішення про початок вторгнення на Мадагаскар.

## Сили сторін
Сили Королівства Імерина
- ~30 000 солдатів регулярної армії. Командувач — Райнілайарівуні;
- до 40 000 резервістів.

Разом: ~70 тис. солдатів
 Сили Франції
- Сухопутні сили
  -  ~5 000 солдатів регулярної армії. Командувач — адмірал П'єр  †; адмірал Галібер: контр-адмірал Міо;
  -  ~300 добровольців з Реюньйону[8];
  -  незначна кількість місцевих добровольців з народу сакалава[8].

Разом: ~5,5 тис. солдатів
- Військово-морські сили
  -  Крейсери «Flore» і «Forfait»
  -  Крейсер-скаут «Vaudreuil»
  -  Авізо «Boursait» і «Nièvre»
  -  Канонерка «Pique»

## Хід конфлікту

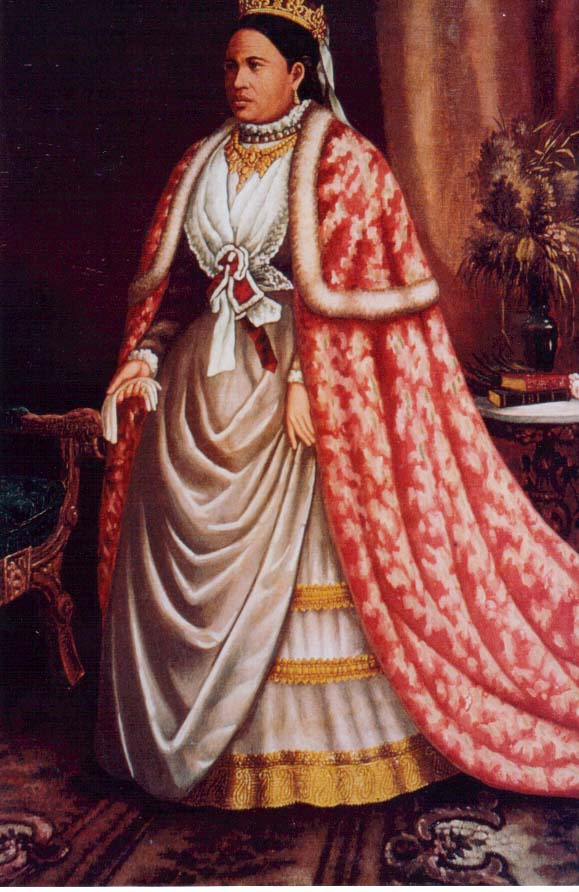
Ранавалуна II — королева Мадагаскару часів Першої війни

### Початок війни. 1883 рік
16 травня 1883 року французькі війська без оголошення війни напали на королівство Імерина і 17 травня зайняли порт Махадзанга. Упродовж травня французька ескадра системно обстрілювала прибережні регіони Мадагаскару, а 1 червня адмірал А. П'єр поставив королеві Ранавалуні II (друга дружина Радама II) ультиматум. Його положення зводилися до трьох основних пунктів:
- Передача Франції північної частини острова;
- Гарантування європейцям права власності на землю;
- Компенсація французьким громадянам в розмірі 1 мільйона франків.

Прем'єр-міністр Райнілайарівуні відкинув ультиматум. У відповідь А. П'єр 11 червня обстріляв Таматаве і зайняв порт. Малагасійці практично без бою здали місто і відійшли до укріпленого табору Фара-фата, що розташовувався поза межами досяжності корабельної артилерії. Прем'єр-міністр відреагував на агресію з боку Франції відразу: заборонив продаж продовольства іноземцям в портових містах (виключення становили англійці, з якими йшли перемови про допомогу), була оголошена мобілізація.

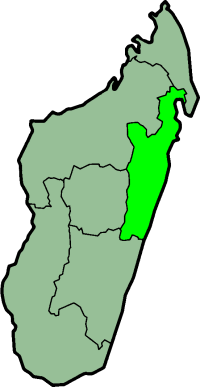
Провінція Туамасіна (столиця — Таматаве)

Малагасійці зробили кілька спроб відбити порт Таматаве у французів, проте кожного разу змушені були відступати, зазнаючи великих втрат від вогню артилерії. Увесь цей час французи намагались просунутись вглиб острова, але малагасійці, які навмисно не вступали у бій на узбережжі, де французів могла підтримати вогнем їхня артилерія, побудувавши нові погости далі від океану, зупиняли кожну спробу інтервентів. Отримавши підкріплення і довівши чисельність сухопутних сил в Таматаве до 1200 чоловік, війська Франції перейшли в наступ. Але всі їхні спроби штурму Фара-фати закінчилися невдачею. Окремо варто згадати про народ сакалава, який, якщо вірити заявам французького експедиційного війська, вони збирались захищати від утисків з боку центральної влади. Джерела свідчать, що сакалава активно підтримували армію Мадагаскару, надаючи їм провізію, вступаючи в ополчення. Вони були одним з факторів, який забезпечив відносний спокій на півночі острова.
22 вересня 1883 року адмірала П'єра, який не показав ефективних дій на своїй посаді, замінив адмірал Галібер, який, хоч і славився рішучістю, не почав активних наземних операцій, дотримуючись тактики обстрілу острова з моря. Станом на листопад утворився певний паритет сил, який Галібер хотів порушити за допомогою обіцяних підкріплень з метрополії. Поки що ж сторони вирішили сісти за стіл переговорів. Французи вимагали для сакалава окремих привілеїв, встановлення французького протекторату над Північним Мадагаскаром. Ці умови, звичайно, не були задоволені: малагасійська сторона відмовлялась розглядати будь-які територіальні питання пов'язані з їх країною. Перемовини, які майже відразу зайшли у глухий кут, були використані Галібером для затягування часу. Як тільки надійшло підкріплення активні бойові дії були відновлені. Тим не менше, розвідка боєм показала, що навіть збільшеної кількості французького гарнізону не достатньо для прориву вглиб острова.

### 1884—1885 роки
На цьому етапі французький уряд зрозумів, що такої бажаної швидкої переможної війни не вийде, тому він вирішив провести другий тур переговорів. Малагасійське посольство вимагало визнання суверенітету королеви над усім островом — тільки у такому разі переговори могли бути продовжені. Французи у свою чергу вимагали визнання протекторату Франції над північчю острова, де проживали переважно представники народу сакалава, захисниками прав яких позиціювали себе французи. Новий безрезультатний етап переговорів тривав до травня. Прем'єр-міністр Мадагаскару надіслав прохання про посередництво до американського президента, проте не знайшов там тієї підтримки, на яку очікував.
Контр-адмірал Міо, який змінив на посаді командувача військами адмірала Галібера, наказав висадити десант (кілька рот піхоти і підрозділ артилерії) у провінції Вухемар, розраховуючи на допомогу населення півночі острова, яке недоброзичливо ставилося до центральної влади країни. Поблизу Андрапарані 15 грудня 1884 року відбувся короткий бій, у якому малагасійські війська зазнали поразки і швидко відступили, проте французи не вирушили вглиб острова, остерігаючись можливих засідок. Протягом наступного року військові дії обмежувались бомбардуваннями і блокадою берегів, невеликими сутичками з військами Імерина. До вересня 1885 року адмірал Міо отримав поповнення з метрополії і Тонкіна (Індокитай). Він вирішив зробити спробу зайти вглиб острова зі сходу — з Таматаве, який на той момент був зайнятий гарнізоном реюньйонців. Для цього було необхідно захопити табір Фара-фата, який контролював всі шляхи з порту. 10 вересня французи виступили з Таматаве, але зустріли такий запеклий опір з боку малагасійців, що швидко відступили в межі міста. Військами Імерина командував генерал Райнандріамампандрі. Наступні дії обмежувались блокадою узбережжя, захопленням і знищенням невеликих портів, невдалими спробами зайти вглиб острова.
Невдачі на Мадагаскарі разом з поразками французьких сил в Індокитаї у війні проти китайців привели до падіння кабінету Жуля Феррі 28 липня 1885 року. Після поразки в Фара-фатській битві французи сіли за стіл переговорів з Райнандріамампандрі, який скористався цією можливістю завершити війну, оскільки і країна, і армія перебували в дуже скрутному становищі.

## Підсумки війни

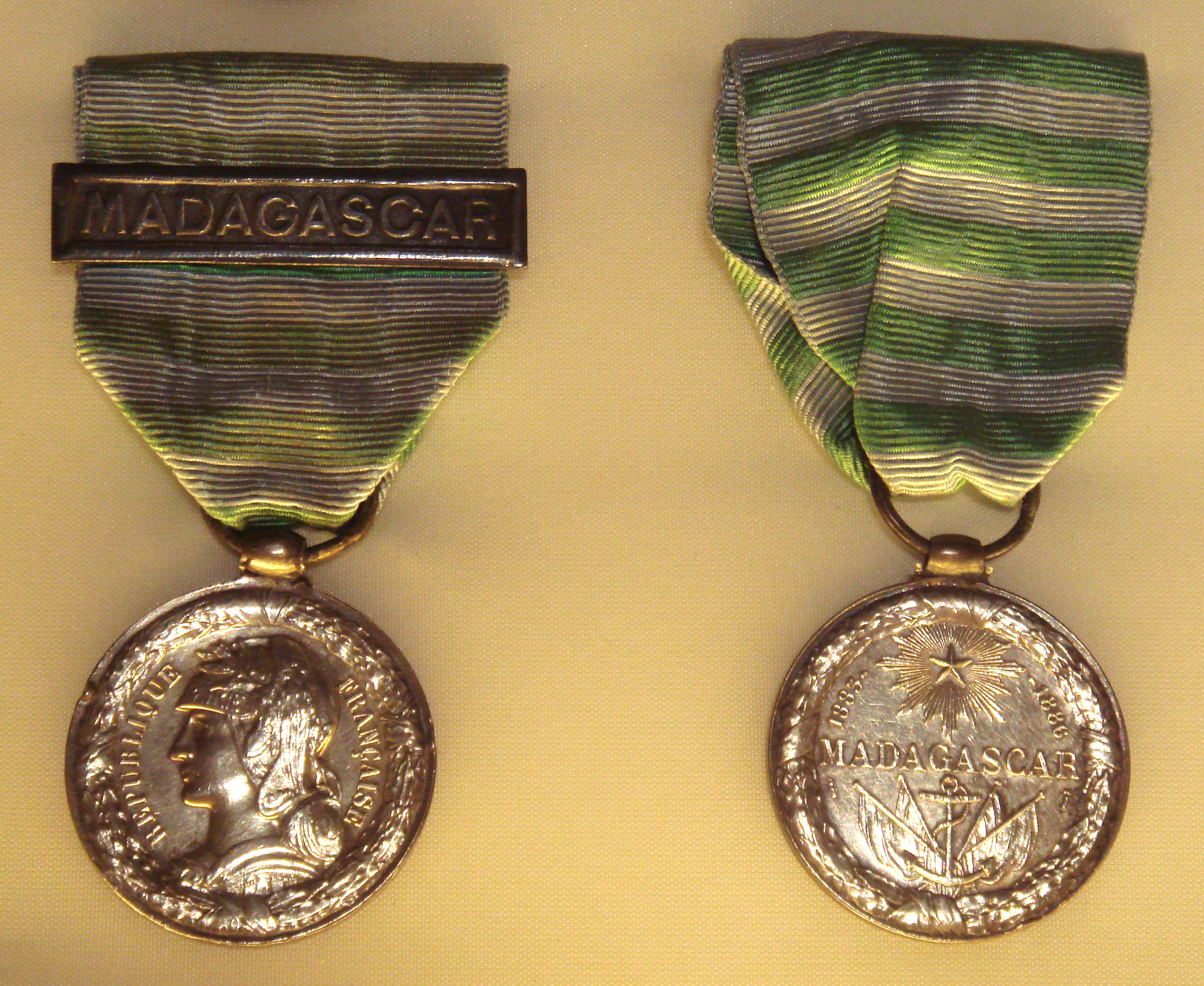
Французька медаль за «мадагаскарську експедицію»

Переговори почалися в листопаді 1885 року. Французи в результаті відмовилися від більшості своїх початкових вимог. Мирний договір був підписаний 17 грудня і ратифікований малагасійською стороною 10 січня 1886 року. Згідно з положеннями договору, встановлювався нерівноправний статус королівства Імерина:
- Мадагаскарський уряд позбувався права проведення самостійної зовнішньої політики: відтепер французький уряд мав представляти королівство на міжнародній арені[15];
- Королівство Імерина зобов'язувалось виплатити «добровільну компенсацію» у розмірі 10 мільйонів франків відшкодування збитків «приватним особам іноземного походження»[15];
- Серйозною поступкою на користь Франції стала передача їй стратегічно важливої бухти Дієго-Суарес, де французи мали намір створити свою військову базу[16];
- На Мадагаскарі розміщувався французький резидент, який мав слідкувати за дотриманням умов договору[15].

Зі свого боку малагасійська сторона також досягла певних успіхів під час обговорення умов договору. Так вони домоглись визнання Францією Ранавалуни III (племінниця королеви Ранавалуни II) королевою всього Мадагаскару. Також Франція зобов'язалась не втручатись у внутрішні справи Мадагаскару і надати військових інструкторів, інженерів, викладачів і керівників підприємств. До договору також додавався додаток, у якому вказувалося, що основним варіантом тексту вважався малагасійський. У додатку прописувалось, що королівство має право підписувати торгові договори з іншими країнами. Під додатком свої підписи поставили повноважні представники Франції на переговорах, проте потім французький уряд стверджував, що Е. Міо та С. Патрімоніо (французькі представники) не мали права підписувати цей документ У результаті королева Ранавалуна III ратифікувала договір з додатком, а Франція тільки договір, назвавши додаток «пояснювальним листом». У підсумку Франція трактувала договір з вигідних їй позицій, що могло призвести до відновлення конфлікту в майбутньому. До того ж сам острівний уряд справедливо побоювався, що умови мирного договору можуть викликати обурення серед малагасійського населення, тому текст так і не був опублікований у пресі.